# 33282 Arjunramani
33282 Arjunramani è un asteroide della fascia principale. Scoperto nel 1998, presenta un'orbita caratterizzata da un semiasse maggiore pari a 3,1177284 UA e da un'eccentricità di 0,0605665, inclinata di 1,38777° rispetto all'eclittica.